# バレーボールメキシコ女子代表
バレーボールメキシコ女子代表（バレーボールメキシコじょしだいひょう）は、バレーボールの国際大会で編成されるメキシコの女子バレーボールナショナルチームである。
1955年に国際バレーボール連盟へ加盟。

## 過去の成績

### オリンピックの成績
- 1968年 - 7位
- 2004年 - 北中米予選敗退
- 2008年 - 北中米予選敗退

### 世界選手権の成績
1952年から1967年まで出場なし
| - 1970年 - 12位 - 1974年 - 10位 - 1978年 - 15位 - 1982年 - 13位 - 1986年 - 不出場 - 1990年 - 不出場 | - 1994年 - 不出場 - 1998年 - 北中米予選敗退 - 2002年 - 21位 - 2006年 - 21位 - 2010年 - 北中米予選敗退 - 2014年 - 21位 | - 2018年 - 出場予定 |

### 北中米選手権の成績
| - 1969年 - 優勝 - 1971年 - 優勝 - 1973年 - 4位 - 1975年 - 3位 - 1977年 - 6位 - 1979年 - 3位 - 1981年 - 3位 | - 1983年 - 4位 - 1987年 - 4位 - 1989年 - 4位 - 1991年 - 4位 - 1993年 - 4位 - 1995年 - 6位 - 1997年 - 6位 | - 1999年 - 6位 - 2001年 - 4位 - 2005年 - 7位 - 2007年 - 6位 - 2009年 - 6位 |

## 歴代代表選手
- ビビアナ・カンデラス
- サマンタ・ブリシオ
- アンドレア・ランヘル